# 栃木警官発砲事件
栃木警官発砲事件（とちぎけいかんはっぽうじけん）とは、2006年（平成18年）6月23日に栃木県上都賀郡西方町（現：栃木市）で発生した、職務質問中に逃走を試みた中国人が、追い詰めた警察官の拳銃を奪おうとしたため発砲され死亡した事件。

## 概要
2006年（平成18年）6月23日、栃木県上都賀郡西方町真名子の現金自動預払機（ATM）の近くで、不審な動きをしていた2人を警察官が発見。職務質問したところ、2人は逃走した。逃走者のうちの1人のAが近くの民家に逃げこんだところを、警察官が追い詰めた。Aは民家の庭にあった石灯籠の頭部をふりかざして襲いかかってきた。さらにAは抵抗中に警察官の拳銃を奪おうとした。このため警告の上警察官は発砲したが、弾丸はAの腹部に命中。Aは1時間半後に死亡し、警察官は全治2週間のけがを負った。
Aは中華人民共和国四川省から外国人研修生として日本に来ていた（ただし、研修先から抜け出し福島の工場で働いていた）中国共産党員でもある人物だった。
Aは容疑者死亡のまま書類送検され、もう1人の中国人Bは出入国管理法違反（不法滞在）の容疑で逮捕された。

## 裁判
この事件に対し、中国四川省在住のAの妻は2007年に発砲した巡査長を刑事告発し、栃木県に対しても日本円で5,000万円の損害賠償を求める民事訴訟を起こした。

### 刑事裁判
刑事告発を受けて捜査が行われたが、宇都宮地検は2008年7月に「正当防衛」として不起訴処分とした。遺族はこれを不服として付審判請求を求め、2009年4月に宇都宮地裁が裁判開始を決定した。
2010年10月21日、宇都宮地裁（佐藤正信裁判長）で初公判が開かれ、発砲した栃木県警の巡査長は、特別公務員暴行陵虐致死罪に問われたが、発砲の正当性を述べ無罪を主張。
2011年2月10日、宇都宮地裁は巡査長の行為を正当防衛として無罪判決を言い渡した。
この判決に対し検察官役の弁護士は控訴したが、2011年12月27日に東京高裁（小倉正三裁判長）は控訴を棄却した。
2013年4月22日、最高裁第二小法廷（鬼丸かおる裁判長）は検察官役の弁護士の上告を棄却、無罪判決が確定した。

### 民事訴訟
2009年4月23日、宇都宮地裁は遺族側の訴えを退けた。裁判長は拳銃使用が必要と認める相当の理由があったとの判断を示したが、その理由については目撃者もおらず、巡査長側の主張のみを元にしたものという指摘も上がった。Aの遺族は控訴した。
2011年4月28日、東京高裁（前田順司裁判長）は一審の宇都宮地裁判決を変更し、栃木県に対し遺族へ約1000万円の支払いを命じた。発砲前の警棒による制圧や威嚇射撃を行える可能性にふれ、適切な拳銃使用を定めた警察官職務執行法に違反するとした。
2014年1月16日、最高裁第一小法廷（山浦善樹裁判長）は、二審の東京高裁判決を破棄し、審理を東京高裁へ差し戻した。
2014年9月25日、東京高裁は差し戻し控訴審で、遺族側の訴えを退けた。
2015年9月30日、最高裁第一小法廷（山本庸幸裁判長）は、遺族側の上告を棄却、遺族側の請求を退けた差し戻し判決が確定した。